# 連邦軍後方支援センター
連邦軍後方支援センター（れんぽうぐんこうほうしえんセンター、ドイツ語：Logistikzentrum der Bundeswehr、略称：LogZBw）は、戦力基盤軍に存在する機関（センター）の一つ。戦力支援司令部隷下のドイツ連邦軍における後方支援業務の中核的拠点。
本部はヴィルヘルムスハーフェンに所在し、外部委託支所はケルン＝ヴァーンとバート・ノイェンアールに所在している。連邦軍後方支援センターに従属する兵站統制拠点は8箇所存在している。これらは資器材管理、資器材保全および輸送交通業務など後方支援の基本的機能を実行する。
基本的な考え方は「単一提供源」から供給される資器材を全軍の流通過程に載せることにあった。このためドイツ各地に点在していた補給に関連する多数の系統を単一の系統に集約させる。この移行プロセスは未完である。